# Zulu (1964)
Zulu ist ein britischer Kriegsfilm des Regisseurs Cyril Endfield aus dem Jahr 1964. Hintergrund des Filmes ist der Kampf bei Rorke’s Drift im Jahr 1879. Deutschland-Premiere war am 21. August 1964.

## Handlung
1879 wird die britische Regierung davon unterrichtet, dass ihre Armee von Zulu in der Schlacht bei Isandhlwana vernichtend geschlagen wurde. Der Zulukönig Cetshwayo wird bei einer Hochzeitszeremonie, der auch der schwedische Missionar Otto Witt und dessen Tochter beiwohnen, von dem großen Sieg unterrichtet.
Die Missionsstation Rorke’s Drift in Natal wird von der britischen Armee als Versorgungsdepot und Hospital genutzt. Der Lieutenant der Royal Engineers John Chard und der Lagerkommandant Lieutenant Gonville Bromhead erhalten die Nachricht von der Vernichtung der britischen Kolonne und erfahren auch, dass eine große Zulu-Streitmacht von 4.000 Kriegern im Anmarsch sei. Als der Dienstältere übernimmt der Pionier Chard das Kommando, was zunächst nicht im Sinne des Infanteristen Bromhead ist. Chard entscheidet, dass die Missionsstation verteidigt werden soll, da sich viele Verwundete der vorherigen Schlacht im Hospital befinden. Das Lager wird befestigt, etwa hundert Soldaten und dreißig beschränkt kampffähige Verwundete stehen zur Verteidigung bereit. Zu ihnen kommen noch einige Freiwillige wie der Bure Adendorf, der als Berater fungiert. Man behilft sich mit Wagen, Kornsäcken und Kisten mit Schiffszwieback zur Errichtung von Barrikaden und erwartet den Angriff. Eine Abteilung burischer Reiter kann von Chard nicht zum Bleiben bewegt werden, aber immerhin gelingt es, einen Meldereiter abzuschicken, der Verstärkung anfordern soll. Der mittlerweile zurückgekehrte Missionar Witt versucht, die Soldaten zu überreden, nicht zu kämpfen. Sein mit religiösem Feuer verkündeter Pazifismus und Defätismus veranlasst die einheimischen Hilfstruppen zur Flucht, er wird danach von den Offizieren eingesperrt. Witt wird mit seiner Tochter aus der Station verbannt, die Zulu lassen die beiden ziehen. Inzwischen sind die Barrikaden so weit gediehen, dass sie nicht ohne weiteres überwunden werden können.
Die mittlerweile herangekommenen Zulu demonstrieren gegenüber den Briten ein hohes Maß an Organisation und Disziplin, und den Verteidigern wird klar, dass sie es mit ernstzunehmenden Gegnern zu tun haben. Die geschickt durchgeführten Angriffe der zahlenmäßig weit überlegenen Krieger scheitern jedoch an den britischen Befestigungen, der Feuerkraft der Soldaten und der flexiblen Führung durch ihre Offiziere. Zulu-Schützen mit bei Isandhlwana erbeuteten Gewehren machen den Verteidigern zu schaffen, sind aber kaum geübt im Umgang mit Feuerwaffen. Dennoch erleiden die Briten Verluste, im Nahkampf werden mehrere Soldaten getötet und viele verletzt. In den nächsten Stunden vollziehen die Zulu Angriffswelle auf Angriffswelle, die aber zurückgeschlagen werden können. Jedoch wird das Hospital in Brand gesetzt, woraufhin auch die Verwundeten in Kämpfe mit den Zulu verwickelt werden, als sie den Flammen zu entkommen versuchen. Bis tief in die Nacht werden die Angriffe fortgesetzt. Die Briten müssen sich zurückziehen und verschanzen sich hinter einer in den Kampfpausen immer höher aufgeschichteten Barrikade aus Kornsäcken. Chard beabsichtigt, von einer hoch aufgeschichteten Redoute aus dem zu erwartenden Sturmangriff Trotz zu bieten, und lässt die erschöpften Soldaten die ganze Nacht über schanzen.
Auch die Zulu haben jedoch durch die Feuerkraft der Verteidiger erhebliche Verluste erlitten und wollen die Belagerung schnell beenden, auch da sie wissen, dass Verstärkungen heranziehen. Am nächsten Morgen paradieren sie einige hundert Meter vor der Station und beginnen einen Kriegsgesang, der dem endgültigen Angriff vorausgeht. Die Briten antworten ihrerseits mit „Men of Harlech“, einem walisischen Militärmarsch. Ein letzter gewaltiger Ansturm brandet gegen die Station an, Chard und Bromhead bilden jedoch eine dreifache Schützenlinie an der Redoute, und im schnellen Salvenfeuer bricht die Attacke in sich zusammen. Nachdem auch der letzte Angriff der Zulu zurückgeschlagen worden ist, ziehen sich diese zurück, wobei sie ein Loblied auf den Heldenmut der britischen Verteidiger singen. In der Schlusssequenz des Films wird durch Richard Burton die Liste der Empfänger des Victoria-Kreuzes für diesen Kampf verlesen.

## Kritiken
„Aufwendig produzierter, um dokumentarische Authentizität bemühter Film, der in der distanzlosen Darstellung der Durchhaltetendenz sehr zwiespältig ist.“

## Hintergrund
- Gedreht wurde in Natal, Südafrika, ca. 90 km vom Originalschauplatz der Kämpfe entfernt.
- Der Kriegsgesang der Zulu wurde als Kriegsgesang der Germanen in Gladiator von Ridley Scott benutzt.
- Der Text des Marsches Men of Harlech wurde extra für den Film umgeschrieben.[2]
- In der englischen Originalversion spricht Richard Burton einen Prolog und einen Epilog.
- Mangosuthu Buthelezi, der Darsteller des Zulu-Königs, gründete 1975 die Inkatha Freedom Party, wurde ihr Vorsitzender und 1994, nach dem Ende des Apartheid-Regimes, unter Nelson Mandela südafrikanischer Innenminister. Er hatte das Amt bis 2004 inne.
- Michael Caine bekam hier seine erste Hauptrolle in einem großen Spielfilm. Allerdings sollte er zuerst den „Private Hook“ spielen.
- Komponist Barry gewann später insgesamt fünf Oscars, Art-Director Ernest Archer einen.
- 1979 inszenierte Douglas Hickox die vorausgehende Schlacht bei Isandhlwana unter dem Titel „Zulu Dawn“ (dt.: Die letzte Offensive), zu dem Cyril Endfield das Drehbuch nach seiner Romanvorlage beisteuerte.

## Historische Fakten
Bei den im Film beschriebenen Kämpfen handelt es sich um einen Angriff von 4000 Zulu auf eine schwedische Missionsstation in Natal am 22. Januar 1879. Verteidigt wurde die Station von 139 Briten. Die Verluste beliefen sich bei den Zulu auf rund 350 Tote und bei den Briten auf 17 Tote. Elf Männer wurden mit dem Victoriakreuz geehrt, die größte Anzahl dieser Orden, die für Kämpfe an einem Tag verliehen wurde. Unter den Ausgezeichneten befand sich auch der Schweizer Christian Ferdinand Schiess.
Vorher hatten die Zulu der britischen Armee bei der Schlacht bei Isandhlwana eine katastrophale Niederlage beigebracht, bei der mehr als 1300 Briten und Angehörige der afrikanischen Hilfstruppen getötet wurden. Von den 22.000 Zulu starben geschätzte 1000, bis zu 2000 weitere Zulu-Krieger dürften verwundet worden sein.

## Auszeichnungen
- 1965 Nominierung für den British Film Academy Award für die beste Ausstattung

Das British Film Institute wählte Zulu im Jahre 1999 auf Platz 31 der besten britischen Filme aller Zeiten.